# Tucjoryzm
Tucjoryzm (z łac. tutior – bezpieczniejszy) – w teologii moralnej system moralny mówiący, że w razie wątpliwości co do zastosowania norm moralnych w konkretnej sytuacji wolno iść jedynie za opinią zgodną z ogólnym prawem, nawet gdyby jego nieobowiązywanie było bardzo prawdopodobne.
Jest to pojęcie zbliżone do rygoryzmu, natomiast skrajnie przeciwstawne laksyzmowi. Tucjoryści atakują jednak ostro także probabilizm, a nawet probabilioryzm. Tucjoryzm wyznawali zwłaszcza janseniści (np. Prowincjałki Pascala). Doktryna ta, jako niezwykle okrutna i prowadząca do poważnych skrupułów, została potępiona przez Watykan w roku 1690. Pomimo odrzucenia tucjoryzmu absolutnego tendencje tucjorystyczne pojawiały się jeszcze w XVIII wieku, m.in. we Włoszech. 
Już nie w etyce, ale w sprawowaniu sakramentów tucjoryzm jest obowiązujący (stąd np. konieczność ponownych święceń przechodzących na katolicyzm kapłanów Kościoła anglikańskiego, co do którego istnieje uzasadniona wątpliwość, czy sukcesja apostolska nie została przerwana).
Tucjoryści odnosili się również z niechęcią do kultu serca Jezusowego i miłosierdzia Bożego.